# Jean Dérens
Pour les articles homonymes, voir Dérens.
Jean Dérens, né le 27 avril 1943 à Lavardac et mort le 18 mai 2012 à Pellevoisin est un bibliothécaire et historien français.

## Biographie
Né le 27 avril 1943, Jean Dérens est archiviste paléographe (promotion 1967),,.
Il a été conservateur général de la Bibliothèque historique de la ville de Paris.
Il prend sa retraite en 2008. Il meurt le 18 mai 2012, à 69 ans,.